# Szomáliai futómadár
A szomáliai futómadár (Cursorius somalensis) a madarak osztályának lilealakúak (Charadriiformes) rendjébe, ezen belül a székicsérfélék (Glareolidae) családjába tartozó faj.

## Rendszerezése
A fajt George Ernest Shelley angol ornitológus írta le 1885-ben, Cursorius gallicus somalensis néven.

## Alfajai
- Cursorius somalensis littoralis Erlanger, 1905
- Cursorius somalensis somalensis Shelley, 1885[2]

## Előfordulása
Kelet-Afrikában, Dél-Szudán, Dzsibuti, Eritrea, Etiópia, Kenya, Szomália és Szudán területeken honos. Természetes élőhelyei a szubtrópusi és trópusi füves puszták és sivatagok. Állandó, nem vonuló.

## Megjelenése
|  |

## Természetvédelmi helyzete
Az elterjedési területe rendkívül nagy, egyedszáma pedig stabil. A Természetvédelmi Világszövetség Vörös listáján nem fenyegetett fajként szerepel.